# PARM 1
PARM 1 – niemiecka przeciwburtowa mina przeciwpancerna, skonstruowana w latach 80.

## Historia
Mina PARM 1 została opracowana na początku lat 80. Próby miny przeprowadzono między marcem 1983 a marcem 1988. Została przyjęta na wyposażenie niemieckiej armii która między 1991 a 1994 otrzymała 25000 sztuk.
W 2022 roku nieznana liczba tych min została dostarczona Siłom Zbrojnym Ukrainy.

## Opis
Mina składa się z podstawy-trójnogu, wyrzutni z granatem kumulacyjnym i układu detektor-zapalnik. Lekki trójnóg umożliwia obracanie miny w zakresie 360 stopni. Mina wyposażona jest w czujnik światłowodowy grubości 0,3 mm i długości 50 metrów, po najechaniu którego następuje wystrzelenie granatu. Można go także odpalić zdalnie. Po ustawieniu mina uzbraja się z opóźnieniem 5 minut.  Granat kalibru 128 mm charakteryzuje się bardzo wysoką przebijalnością ok. 800 mm dla stali pancernej. Baterie litowe pozwalają na pozostawienie miny w położeniu bojowym przez 40 dni; po tym czasie zapalnik samoczynnie przechodzi w stan zabezpieczenia.